# Opel 21/55 PS
L’Opel 21/55 PS est une voiture de la catégorie luxueuse construite par Adam Opel KG et le premier véhicule Opel équipé d’un moteur six cylindres. Successeur du modèle 25/55 PS, elle fut construite de 1919 à 1924.

## Historique et technologie
Après la Première Guerre mondiale, Opel a lancé une autre voiture de luxe après que le modèle précédent ait été abandonné en 1916 en raison de la guerre.
Le moteur était un moteur six cylindres. Cela signifiait que l’ancienne technologie des moteurs à bloc, dans laquelle deux cylindres étaient toujours coulés en un seul bloc, était abandonnée. La cylindrée de 5 646 cm³ était nettement inférieure à celle de sa prédécesseur dotée d’un moteur de 6,5 litres. Cependant, la puissance est passée à 60 ch (44 kW) à 1 500 tr/min. La puissance du moteur était transmise à l’essieu arrière via un embrayage à cône en cuir, une boîte de vitesses manuelle à quatre vitesses et un arbre à cardan à deux articulations. La vitesse maximale de la voiture était de 85 km/h.
Le châssis était un cadre en échelle en acier. Les deux essieux rigides étaient suspendus à des ressorts à lames semi-elliptiques. Le frein de service agissait sur l’arbre de sortie de la transmission.
Il y avait trois styles de carrosserie : une limousine Pullman classique et une grande voiture de tourisme à six ou sept places. Les carrosseries atteignaient une longueur allant jusqu’à 5 300 mm.
Fin 1924, la construction de la 21/55 PS est arrêtée. La successeur est l’Opel Regent de 1928.